# NGC 3690A
NGC 3690A је спирална галаксија у сазвежђу Велики медвед која се налази на NGC листи објеката дубоког неба.
Деклинација објекта је + 58° 33' 40" а ректасцензија 11h 28m 30,3s. Привидна величина (магнитуда) објекта NGC 3690 износи 11,2 а фотографска магнитуда 12,0. NGC 3690A је још познат и под ознакама UGC 6472, MCG 10-17-2, MK 171, IRAS 11257+5850, CGCG 291-73, VV 118, ARP 299, KCPG 288A, PGC 35326.